# حبيب بن رمضان
حبيب بن رمضان هو مدرب كرة قدم ولاعب كرة قدم تونسي في مركز الدفاع، ولد في 9 يوليو 1970 في القيروان في تونس.